# 水晶の龍
『水晶の龍』（すいしょうのドラゴン）は、スクウェア（現・スクウェア・エニックス）より1986年12月15日に発売されたファミリーコンピュータ ディスクシステム用ゲームソフト。スクウェアがDOG（Disk Original Group）ブランドで発売した作品で、コマンド選択型のアドベンチャーゲーム。
本作はSFをモチーフとした世界を舞台に、主人公の少年・ヒューが、宇宙空間に現れた水晶の龍の謎や、仲間たちの失踪事件の真相を解き明かす様子が描かれている。
スクウェアが当時から得意だったアニメーションを多用したビジュアルシーンは、本作品でも特に女性の絵を中心に発揮された。また、本編中のキャラクターデザインと作画協力を佐藤元、アニメーション部分を日本サンライズ（現・サンライズ）が担当した点でも話題を呼んだ。
発売直後の1986年に上記のアニメーションとともにシンシアの声が挿入されたテレビCMが放映された。

## ゲーム内容
十字キーのみを操作すると、黒い矢印型のカーソルが画面内を動く。また画面上方にはコマンド（行動内容）を表すアイコンが並んでおり、これはBボタンを押しながら十字キーを左右に入力することで点灯箇所が動く。Aボタンを押すことで、選択したコマンドが前述の矢印カーソルの指し示す場所で実行されるようになっている。
コマンドは全部で9種類ある。以下に画面左側にあるものから順に記述する。これらとは別に、セレクトボタンを押すことで現在所持するアイテムを確認できる機能もある。いずれも途中でキャンセルするにはスタートボタンを押す。
なお、ゲーム中にリセットボタンを押すとゲームスタート直後のドラゴン出現シーンに戻るが、ゲームの進行状況によっては指示に従ってディスクカードの裏面をセットする作業を要する。
移動
放射状に4方向に広がる矢印で表されたコマンド。
見る / 調べる
目を象った絵で表されたコマンド。
取る / もらう / 買う
物を拾い上げる手で表されたコマンド。
話す
口を象った絵で表されたコマンド。
使う
親指を立てた手で表されたコマンド。
開ける / 閉める
ドアを象った絵で表されたコマンド。
操作する
ボタンのようなものを押す手で表されたコマンド。
手放す
投げ捨てられた物の絵で表されたコマンド。
セーブ / ロード
ディスクカードを象った絵で表されたコマンド。

## ストーリー
主人公のヒューは、同級生にしてガールフレンドのシンシアにシャトルでの宇宙遊泳に誘われる。楽しい時間を過ごす彼らの前に、「水晶の龍」という謎の存在が現れる。シンシアのシャトルは破壊され、ヒューも強烈な衝撃を受ける。その後、ヒューはユージンと名乗る女性に助けられ、シンシアともう一人の同級生ナイルの行方を追うべく行動を開始した。

## 登場キャラクター
ヒュー・ルーカス
本作の主人公。シニアスクールの3年生。14歳。運動神経抜群でメカの扱いにも長けている。
シンシア・レクセリアス
本作のヒロイン。緑の星の王女でシニアスクールの留学生。ヒューの同級生。14歳。
ナイル・アジャンダ
ヒューの親友。12歳。年齢は下だがシニアスクール3年生。専攻は超能力学科で、テレパシーが使える。
ユージン
ヒューを助けた謎の美女。
おばば
街外れの研究所にいる科学者。本名は不明。
ルシア
アリアス星の女王。バヌーガによって危機的状況に瀕している。
バヌーガ
実体を持たない邪悪な意識体。本作の最終ボスにあたる。
トモちゃん
当時人気だった女性アイドルグループ「少女隊」のメンバー。ゲーム中のある場所と、取扱説明書の漫画にゲスト出演している。この漫画の作者でもある佐藤元は、彼女の大ファンであったという。

## スタッフ
- 制作協力：日本サンライズ
- 作画協力：佐藤元
- 音楽：植松伸夫

## 評価
- ゲーム誌『ファミリーコンピュータMagazine』の読者投票による「ゲーム通信簿」での評価は以下の通りとなっており、14.88点（満25点）となっている[3]。また、同雑誌1991年5月24日号特別付録の「ファミコンディスクカード オールカタログ」では、「かわいいキャラクタが魅力の画面」、「まんが家の佐藤元さんがデザインしたキャラクタによって構成される画面は、かなりセンスがよくって人気だった」、「アイコンを選択してコマンドを実行するタイプで、パソコンみたいな操作性を実現している。それだけにまどろっこしい部分もあり、ストーリー自体にも無理な点が多々見られるが、グラフィックの美しさと測りにかければ、許せるかもしれない」と紹介されている[3]。

| 項目 | キャラクタ | 音楽 | 操作性 | 熱中度 | お買得度 | オリジナリティ | 総合  |
| 得点 | 3.63       | 2.37 | 2.97   | 2.78   | -        | 3.13           | 14.88 |

- ゲーム誌『ユーゲー』では、「プレイ時間が短くゲームオーバーが多い点はマイナスだが、全体的にPC88時代のスクウェアAVGテイストを色濃く残しているところはマニアとして注目しておきたい」、「（佐藤元の）普段のギャグ漫画と、本作の80年代SFアニメ的グラフィックのギャップもまたマニア的注目点だ」と評している[4]。

## ウソ技
当時のゲーム雑誌『ファミリーコンピュータMagazine』の裏技紹介コーナーで、広告等にも使用された冒頭でのヒロインの1人であるシンシアが手を広げているシーンにおいて、「この場面からヒロインのシンシアと野球拳ができる」と裏技で紹介され、その際にはシンシアの服が一枚ずつ脱げていくという説明と画像写真が掲載された。
ただしこれは、当時誌上で行っていた『ウソ技クイズ』という読者プレゼントクイズ用に作られた嘘であった。企画段階では単に「シンシアとジャンケンができる」という程度の内容だったものだが、当時の編集部の担当者が、シンシアの脱衣画像を一晩かけて本物らしく加工して作った為にこの様な形で掲載されたという。掲載後は、加工した画像があまりに本物らしく見えたのと、女の子が服を脱ぐという技の内容の性質上、誌上で見た読者の多くがこの技を試したという。また、この技が掲載された後に、水晶の龍のソフトが市場から在庫が無くなり書き換え回数も増えたと言われている。
平野耕太原作の漫画『進め!!聖学電脳研究部』もこのことに触れている。尚、当時の任天堂の規定では、女性キャラクターのへそが見えるゲーム画像をガイドラインで禁止しており、その観点からも野球拳で服を脱ぐというのはありえない技であった。
また、キャラクターデザインを手掛けた佐藤元へも、このウソ技に関してたくさんの問い合わせが来たらしく、中にはウソ技に関与していたのではないかと誤解されたこともあったという。そして、実際佐藤自身もこのウソ技を試したが何度やっても上手くいかなかったので、佐藤が連載をしていた『テクノポリス』（『ファミリーコンピュータMagazine』と同じ出版社）の関係者に問い合わせたところ、ウソだということを初めて知ったという。後年、このウソ技を逆手にとり、オマージュとして『THE 銭湯』に野球拳ネタを仕込んだ。

## 関連書籍
- 水晶の龍 完全必勝本（JICC出版局〈ファミコン必勝本〉）ISBN 4-88063-269-4